# Schiebecksbach
Der Schiebecksbach im Stadtgebiet von Harzgerode im sachsen-anhaltischen Landkreis Harz ist ein Nebenfluss der Selke im Unterharz.

## Geographie

### Verlauf
Der Schiebecksbach entspringt südsüdöstlich der Kernstadt von Harzgerode in der Nähe von Bundesstraße 242 (Augustenhöhe) und Königeroder Straße aus einem gemeinsam Quellarm mit der zur Eine fließenden Leine. Weiteres Wasser wird aus einer Vielzahl von Quellen im folgenden gemeinsamen Quellgebiet von Schiebecksbach, Titanbach, Leine und dem Leine-Zufluss Schwennecke zugeführt. Das Quellgebiet liegt im Wald im Dreieck von Harzgerode, Pansfelde und Burg Falkenstein. Dabei füllen die eher in Richtung Norden fließenden Quellarme den Titanbach, die nach Westen den Schiebecksbach und die nach Süden und Osten Leine oder Schwennecke. Die einzelnen Quellarme entstehen teils nur wenige Meter nebeneinander. Dabei verläuft die Friederickenstraße zwischen Degnershausen und etwa der Flur Wilhelmshof auf der Wasserscheide von Selke und Wipper.
Der Schiebecksbach fließt anfangs nordostwärts, dann nordwestwärts und letztlich nordwärts durch den Unterharz. Sein Ufer sind im weiteren Verlauf durch Waldgebiete von einem schmalen Wiesenstreifen gesäumt.
Der Schiebecksbach mündet beim zu Mägdesprung gehörenden Forsthaus Scheerenstieg, das zwischen dem III. und IV. Selkehammer (ehemalige Eisenhämmer) steht, rechtsseitig in den dort von Westen kommenden Bode-Zufluss Selke.

### Zuflüsse
Neben den Quellarmen verfügt der Schiebecksbach nur über einen Zufluss. Kurz vor der Mündung fließen die gelösten Grubenwässer der Grube Hoffnung Gottes aus dem, mit Mägdesprunger Kunstguss gestalteten, Mundloch des Herzog-Alexius-Erbstollens über einen kurzen Graben rechtsseitig in den Bach.

### Ortschaften
Ein eventuell wüst gefallener Ort lag am gleichnamigen Bach. Nachgewiesen ist der Ort ab 1467, als schibbeck. Die letzte urkundliche Erwähnung scheint aus dem Jahr 1566 als Schibeck zu datieren. Zwischenzeitliche Namen waren Schiebeck (1511), schibig (1514) und Schibegk (1539). Gemäß dem Kontext könnten sich die fünf Angaben auch nur auf den Bach beziehen. Ein wüst gefallener Ort ist an dem kurzen Bachlauf bisher weder durch Bodenfunde noch durch eine explizite urkundliche Erwähnung nachgewiesen worden. Heute liegen nur noch Harzgerode nahe der Quelle und das ebenfalls zu Harzgerode gehörende Forsthaus Scheerenstieg an der Mündung. Ein weiteres Forsthaus mit demselben Namen liegt weiter nördlich.

## Flora und Fauna
Am Schiebecksbach wurde der Schwarzstorch beobachtet, ein Brutnachweis ist bisher nicht gelungen. Das am Schiebecksbach und seinen Nebengewässern vorkommende Indische Springkraut wird als invasiver Neophyt bekämpft. Das Mundloch des Herzog-Alexius-Erbstollens wird von der Bechsteinfledermaus als Winterquartier genutzt. Die weiter bachaufwärts gelegenen alten Wasserlösungsstollen (Schiebeckstalstollen und Frederikenstollen) sind sowohl für die Bechsteinfledermaus als auch für das Mausohr ein Winterquartier.

## Schiebeckstal
Der durch den Bach entstandene Einschnitt im Unterharz ist das Schiebeckstal. Im unteren Schiebeckstal finden sich, südlich des Riegelbergs bei Harzgerode, in Tonschiefer eingelagerter Kalkblock aus Styliolinenkalk. Hier sind Feuersalamander relativ häufig.

## Etymologie
Der Name des Baches ist ein dreiteiliger. Das ursprüngliche Appellativum ist hier -beck, mit angehängtem -bach und Schie- als Bestimmungswort. Bach ist eigentlich selbsterklärend, beck bedeutet ebenfalls Bach. -bach wurde tautologisch angehängt. Üblich ist (war) dies vor allem im amtlichen Gebrauch, wo in Unkenntnis des ursprünglichen Bedeutung an Fließgewässer bach angehängt wurde. Ein solcher Fall dürfte hier vorliegen. Die Bedeutung des Bestimmungswortes Schie- ist das mittelhochdeutsche schie (Zaunpfahl). Schiebecksbach bedeutet also „Bach, welcher an Bäumen fließt, die sich zu Zaunpfählen eignen-bach“.

## Verunreinigung
Aus der Mülldeponie Harzgerode werden Deponiewässer eingeleitet. Zudem fließen Lösungswässer des Herzog-Alexis-Stollens (Abbaubetrieb 1830–1887) in den Bach. Kurz vor der Mündung befindet sich das Portal des Herzog-Alexis-Erbstollen.